# 堀秀治
堀 秀治（ほり ひではる）は、安土桃山時代から江戸時代初期にかけての武将、大名。越後福嶋藩の初代藩主。堀秀政の長男。

## 生涯

### 越前時代
天正18年（1590年）、父・秀政とともに小田原征伐に参陣したが、父が陣中で病死したため、家督を継ぐこととなった。11月6日、父同様に豊臣姓を与えられる。
文禄元年（1592年）、文禄の役では肥前名護屋城に参陣する。文禄2年（1593年）には伏見城工事に貢献した。

### 越後国主
これらの功績から、慶長3年（1598年）4月に越前北ノ庄18万石から越後春日山30万石へ加増移封され、その際に村上義明（9万石）、溝口秀勝（6万1000石）、堀親良（3万石）、堀直寄（1万石）を与力とした。秀治は24歳のため、豊臣秀吉は堀直政をして補佐せしめた。また、越後に移封された際、前国主の上杉景勝の家老である直江兼続が前半歳の租税を徴したので、返還を求めたが、上杉氏はこれを拒否した。一方、上杉氏の前当主である上杉謙信の遺言によって没後に亡骸が即身仏として春日山城北ノ丸の不識院に安置されており、上杉景勝は遺命に従って春日山城に安置したまま会津に移ろうとしたが、堀氏が催促して遺櫃となっていた甕を会津に移させた（当時の慣例では転封後も先祖の墳墓や菩提寺は旧地に置いておくことが許容されていた）。秀治は入部すると春日山城の矢倉・堀の普請を行ない、慶長5年（1600年）には福嶋の地に居城移転の計画を立てた。慶長年間に二段階に分けて太閤検地方式を行う、従来の上杉検地方式の否定であり、上・中越後に総検地を実施し、幕藩体制の基礎を確立し、その後の越後諸藩の検地制度に大きな影響を与えた。

### 関ヶ原の戦い
慶長3年（1598年）8月に豊臣秀吉が死去すると徳川家康に接近し、一族の堀直重を人質として江戸に送った。慶長5年（1600年）に関ヶ原の戦いが起こると東軍に与し、それ以前の4月に直江兼続の密命で越後国内で発生した上杉旧臣・神官・僧侶の一揆を鎮圧した（越後一揆、上杉遺民一揆）。戦後、その功により家康から所領を安堵された。
一揆の直接原因は上杉氏によるものであるが、秀治は直江兼続に年貢を持ち出されて財政が困窮していたため、財政強化のために堀検地を実施して漆などにも年貢をかけ、そのため領民の不満が高まり、寺社統制も強めて真言潰しと称される真言宗弾圧を行った結果とする説もある。
慶長11年（1606年）3月に31歳で死去し（『寒松稿』）、跡を嫡男の忠俊が継いだ。